# Argyroúpoli (Crète)
Pour les articles homonymes, voir Argyroúpoli.
Argyroúpoli (grec moderne : Αργυρούπολη) est un village du dème de Réthymnon, en Crète. Sa population est de 402 habitants (recensement de 2001), et il se situe à une altitude moyenne de 260 m. Parmi les anciens noms de ce village, on trouve Láppa (Λάππα) ou Lámpa, Stímbolis (Στίμπολις), et Polis (Πόλις).

## Présentation
Le village se situe sur le site de l'ancienne cité antique de Lappa (en), dont le nom au Moyen Âge devint Stímpolis soit 'Dans la ville', avant de devenir simplement Pólis. Elle prend son nom actuel de ville de l'argent au XIXe siècle. La municipalité de Lappa tire son nom de l'ancien nom d'Argiroupoli.
Un tour peut être fait dans le village du haut, avec plusieurs choses à voir dont une jolie petite église et une mosaïque romaine.
En dessous du village, il est possible de visiter une ancienne nécropole avec des centaines de tombes et voir un arbre plusieurs fois centenaire. Il y a également de superbes chutes d'eau et des anciens moulins.